# Równopole
Równopole (prononciation : [ruvnɔˈpɔlɛ]) est un village polonais de la gmina de Kaczory dans le powiat de Piła de la voïvodie de Grande-Pologne dans le centre-ouest de la Pologne.
Il se situe à environ 3 kilomètres au nord-est de Kaczory (siège de la gmina), 13 kilomètres à l'est de Piła (siège du powiat), et à 80 kilomètres au nord de Poznań (capitale de la Grande-Pologne).

## Histoire
De 1975 à 1998, le village faisait partie du territoire de la voïvodie de Piła.

Depuis 1999, Równopole est situé dans la voïvodie de Grande-Pologne.